# Pechea
Pechea é uma comuna romena localizada no distrito de Galaţi, na região de Moldávia. A comuna possui uma área de 104.18 km² e sua população era de 11511 habitantes segundo o censo de 2007.